# Església de Sant Alexandre Nevski (Riga)
L'Església de Sant Alexandre Nevski (en letó: Svētā Ņevas Aleksandra baznīca) és una Església Ortodoxa a la ciutat de Riga capital de Letònia, està situada al carrer Brīvības, 56 i construïda en estil neoclàssic.

## Història
Aquesta església reemplaça una església de la guarnició russa, construïda el 1731, a la vora de l'hospital militar del carrer Nikolaskaïa (ara carrer Waldemar K.). Va ser demolida el 1812, quan l'avançament dels exèrcits napoleònics cap a Moscou.
L'església actual va ser construïda per reemplaçar-la i els fons van ser donats pel gremi de mercaders local. L'edifici va ser realitzat segons el disseny de Christian Friedrich Breitkreutz, es va començar el 1820 i va anar consagrada a Sant Alexandre Nevski el 31 d'octubre de 1825.
La seva façana presenta un frontó imitant el clàssic grec. La nau està coronada amb un cúpula recolzada sobre dotze columnes i té una torre exterior datada de l'any 1863. Va ser renovellada l'any 2005 en ocasió del seu 180 aniversari.